# 出雲大社前駅
出雲大社前駅（いずもたいしゃまええき）は、島根県出雲市大社町杵築南にある、一畑電車大社線の駅で、同線の終着駅である。駅番号は26。出雲大社の最寄駅である。

## 歴史
- 1930年（昭和5年）2月2日：一畑電気鉄道大社線の川跡駅 - 当駅間が開通[4][8]、大社神門駅（たいしゃしんもんえき）として駅開業[2][3][9]。
- 1970年（昭和45年）10月1日：駅名を出雲大社前駅に改称する[4][9]。
- 1996年（平成8年）12月20日：国の登録有形文化財に登録される（官報告示は12月26日）[4][5]。
- 2006年（平成18年）4月1日：一畑電気鉄道の持株会社移行に伴い、傘下に新設した一畑電車が鉄道事業を承継[8]。同社の駅となる[4]。
- 2009年（平成21年）2月6日：近代化産業遺産に認定される[4][10]。
- 2012年（平成24年）9月：出雲大社大遷宮挙行・「神話博しまね」開催に伴う出雲市・島根県との合同整備事業として行われた駅舎改装が完了。当駅構内にデハニ50形の静態展示スペースを設置、駅舎隣に多目的オープンスペース「縁結びスクエア」が開業[11]。
- 2014年（平成26年）：島根県産木材の利用促進事業の一環として、斐伊川流域林業活性化センターとの協働により、駅改札や売店など構内の内装木質化を行い、4月より使用開始。合わせて島根県木材PRコーナーを設置[12][13]。
- 2023年（令和5年）10月16日：早朝・夜間の一部時間帯無人化[14]。

## 駅構造
頭端式ホーム1面2線を有する地上駅で、構内には映画『RAILWAYS 49歳で電車の運転士になった男の物語』で使用されたデハニ50形が展示されている。有人駅で業務委託駅となっている。
自動券売機が2台設置されており、うち1台はクレジットカードや交通系ICカード全国相互利用サービス対応の交通系ICカード（通称10カード）に対応している。
駅舎は鉄筋コンクリート構造で洋風建築を取り入れているが、これは当駅開業前に開設していた旧大社駅が和風建築を取り入れたのに対抗して建築したとされている。また、壁面にはステンドグラス風の窓がはめこまれている。1996年（平成8年）に国の登録有形文化財として登録、また2009年（平成21年）には近代化産業遺産の「近代化産業遺産群 続33（大衆観光旅行）」に認定されている。かつては駅舎の中央上部に塔があったが撤去された。
| ホーム | 路線    | 行先                                   |
| ------ | ------- | -------------------------------------- |
| 1・2   | ■大社線 | 川跡・電鉄出雲市・松江しんじ湖温泉方面 |

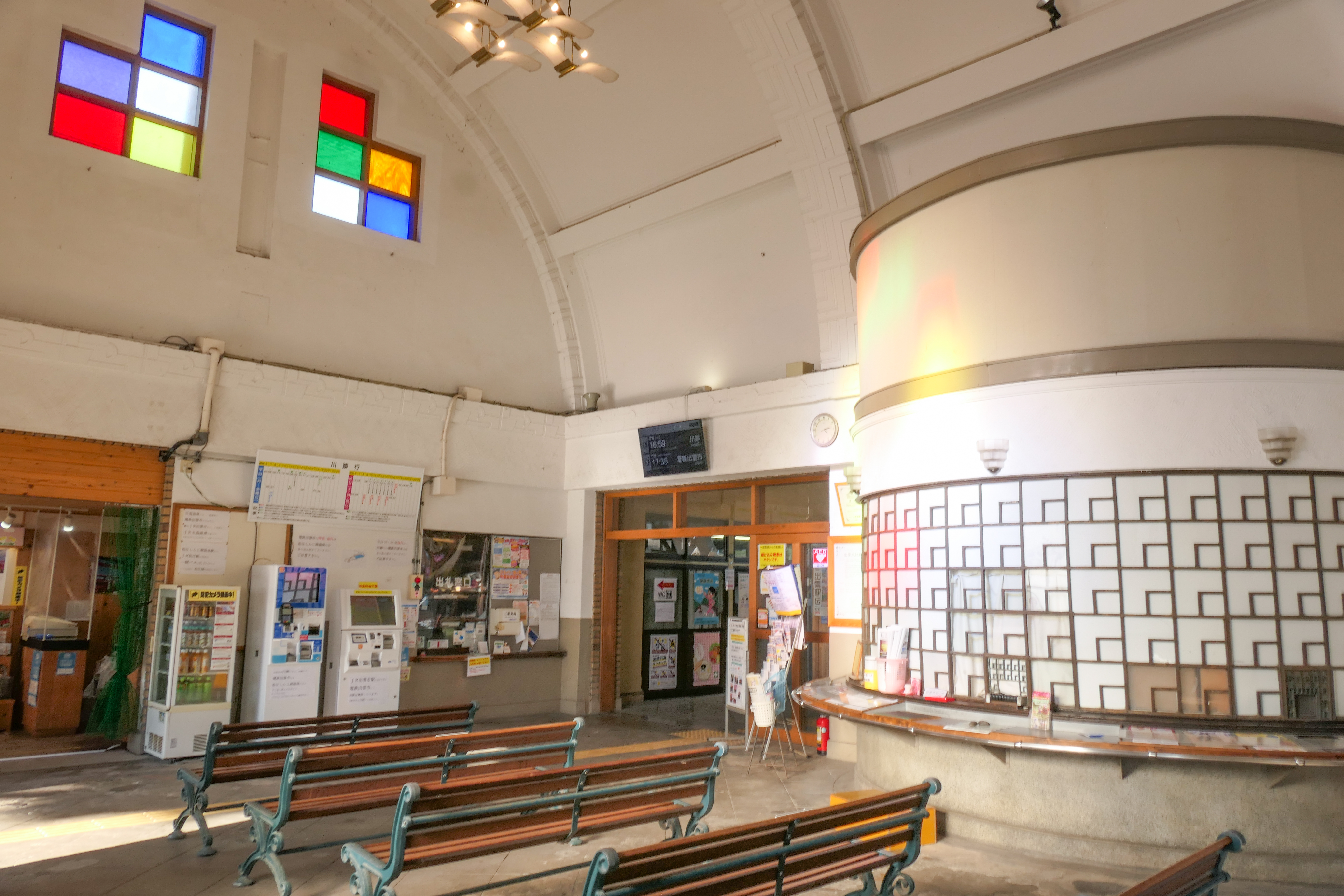
駅舎内部（2022年10月）
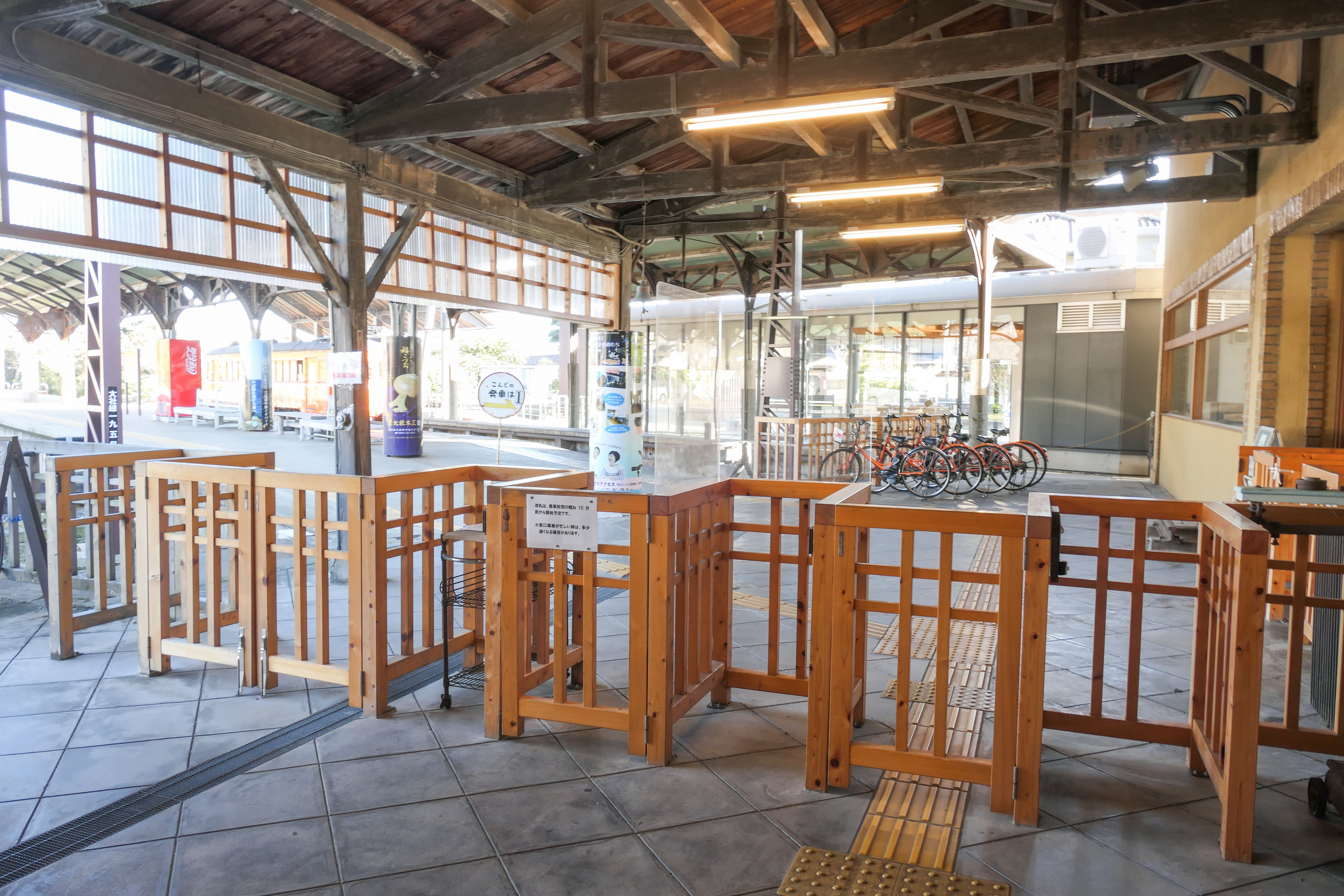
改札口（2022年10月）
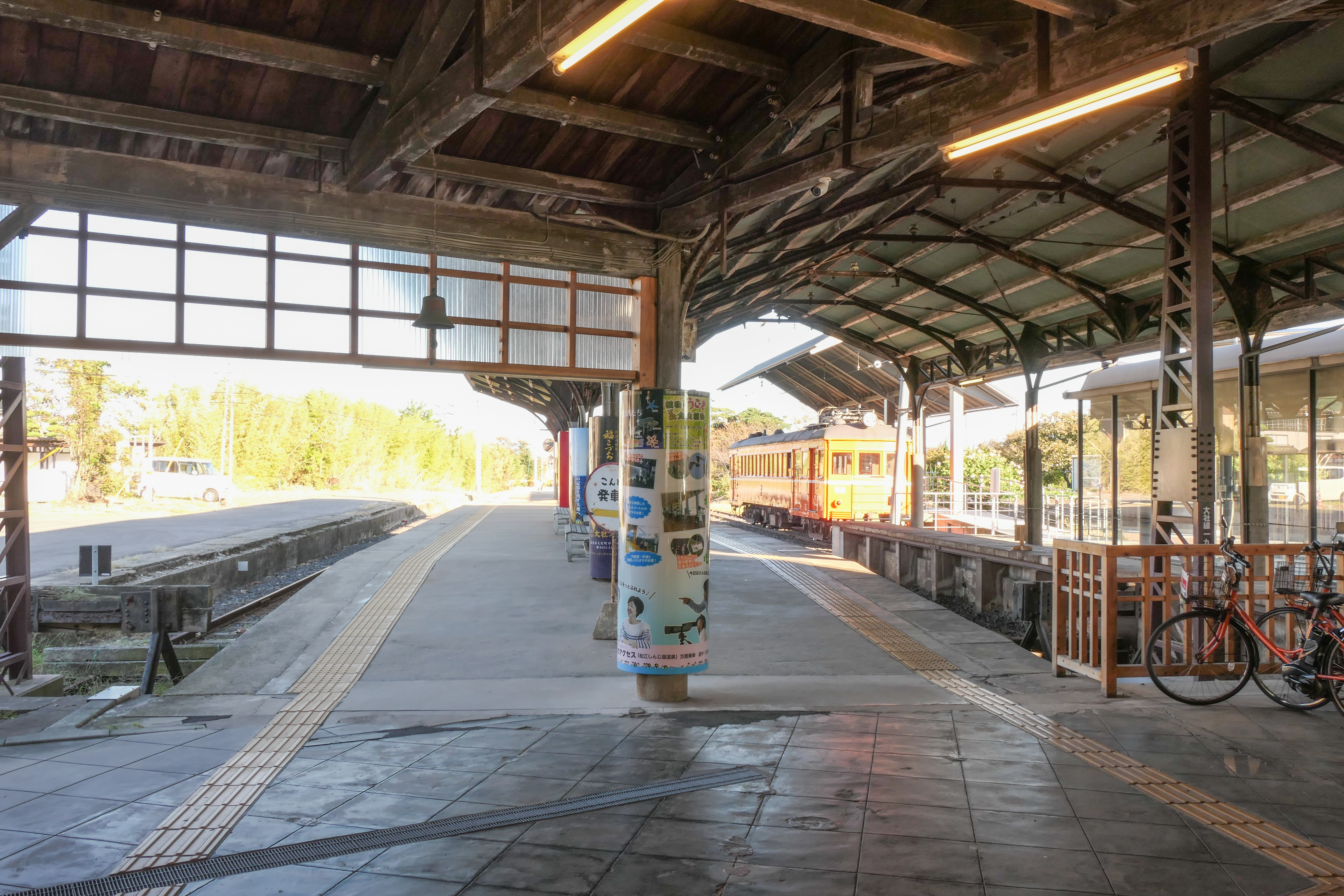
ホーム（2022年10月）
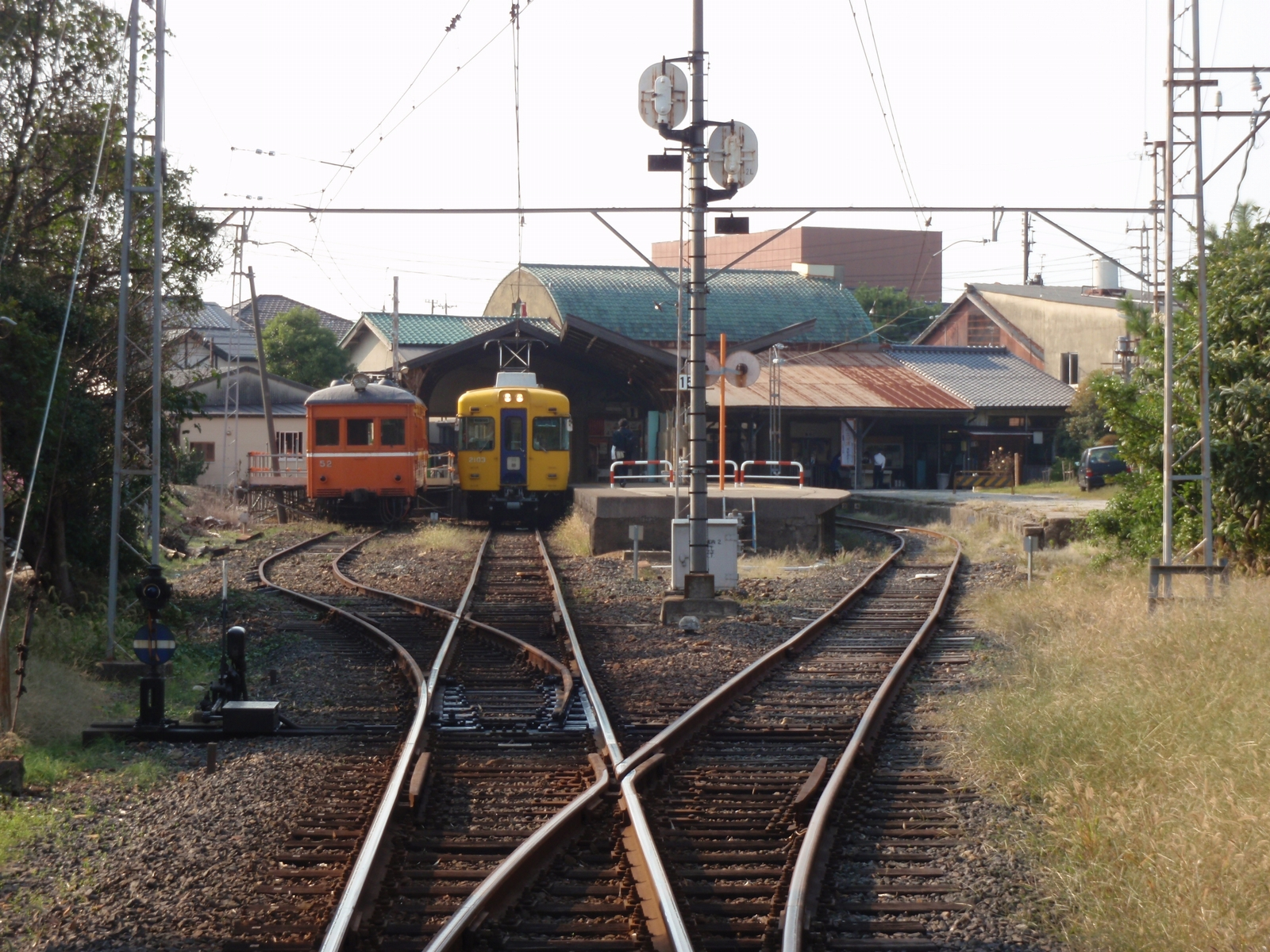
構内（2010年10月）
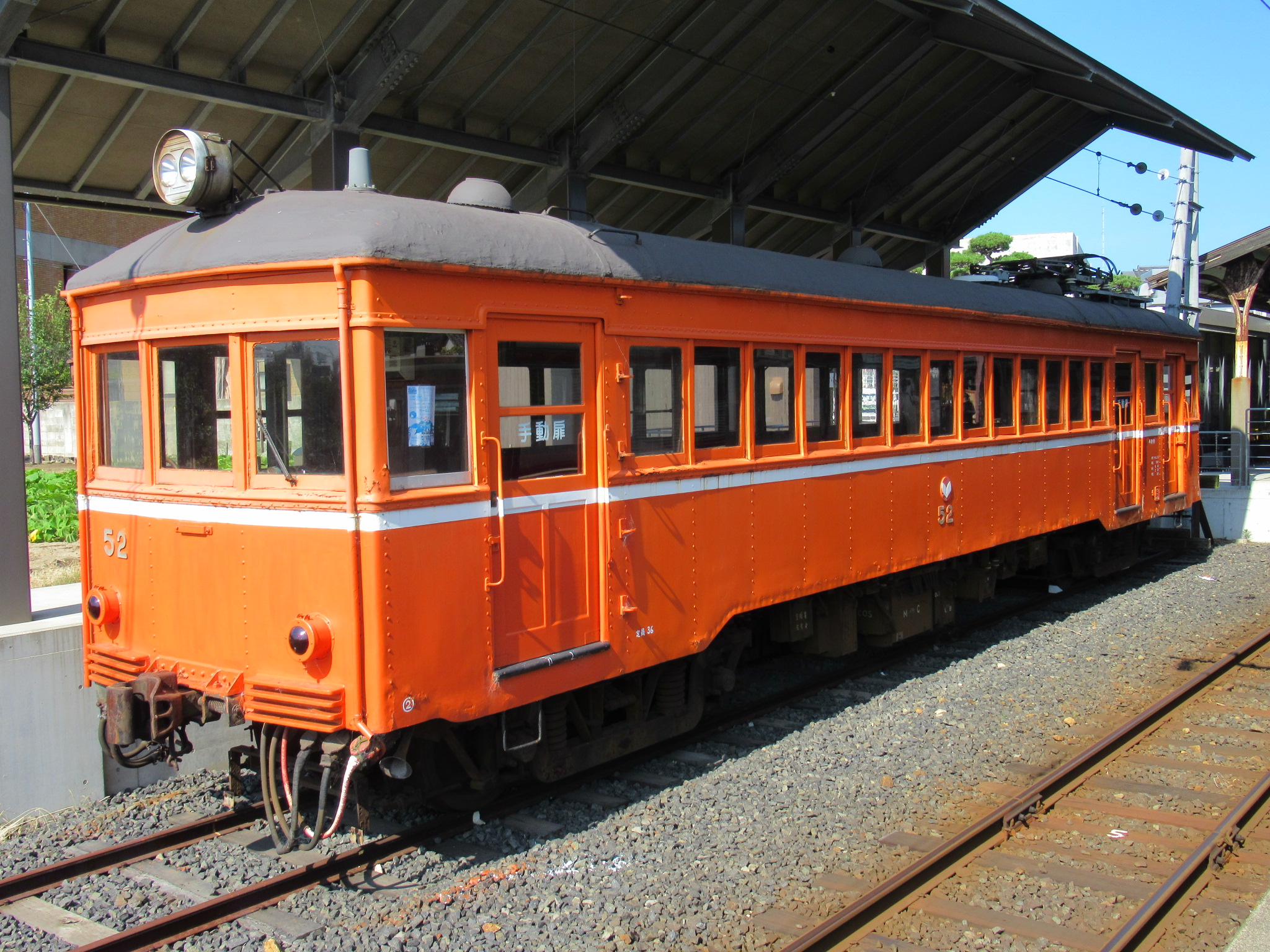
構内に保存されているデハニ52（2017年8月）
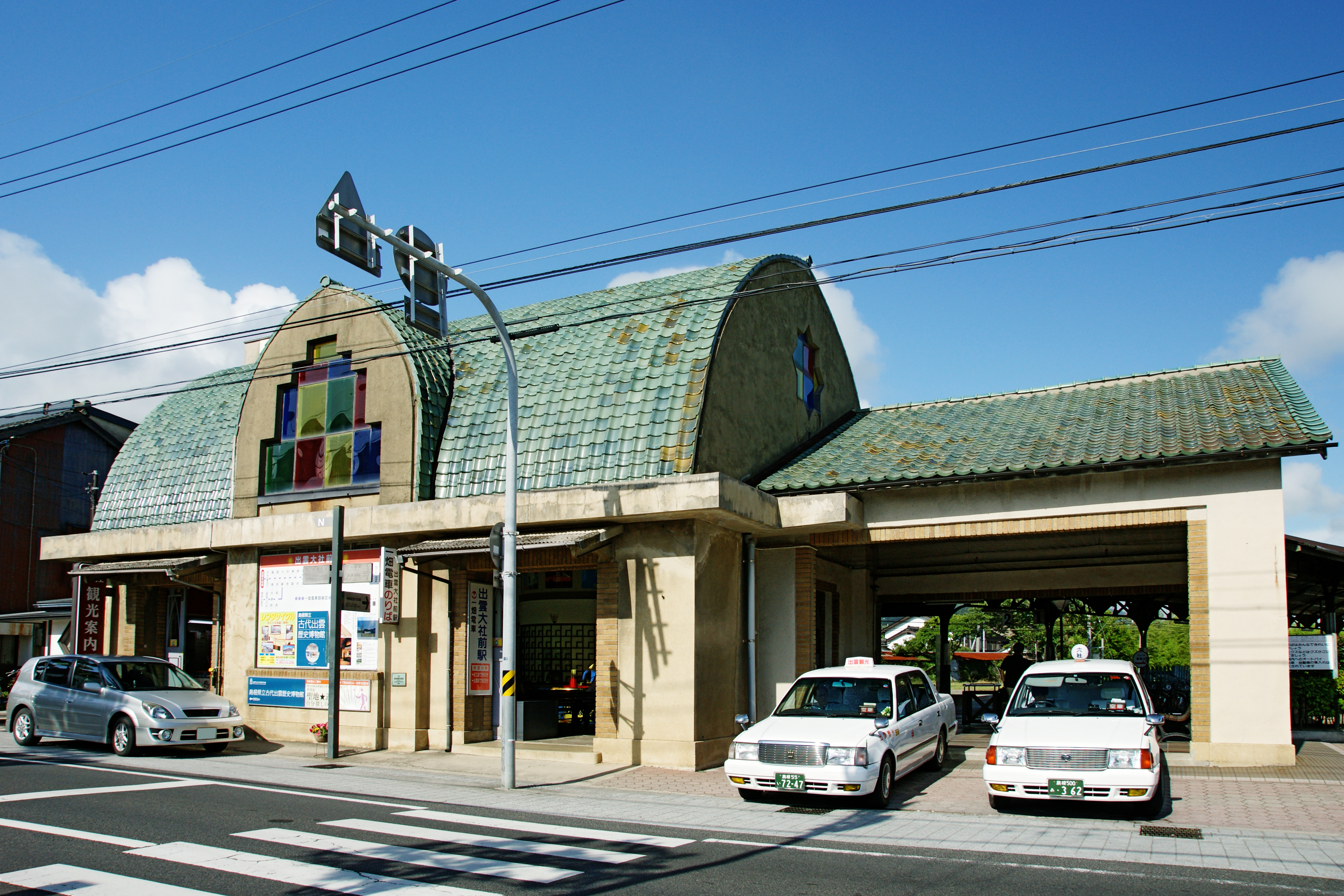
改装前の駅舎（2008年7月）

## 利用状況
各年度の1日平均の利用者数は以下の通り。
| 年度   | 1日平均 乗車人員 | 1日平均 乗降人員 |
| ------ | ---------------- | ---------------- |
| 1999年 | 182              | 392              |
| 2000年 | 202              | 429              |
| 2001年 | 187              | 383              |
| 2002年 | 226              | 455              |
| 2003年 | 248              | 557              |
| 2004年 | 381              | 762              |
| 2005年 | 246              | 495              |
| 2006年 | 238              | 483              |
| 2007年 | 209              | 445              |
| 2008年 | 372              | 743              |
| 2009年 | 242              | 504              |
| 2010年 | 265              | 552              |
| 2011年 | 245              | 507              |
| 2012年 | 280              | 577              |
| 2013年 | 451              | 935              |
| 2014年 | 499              | 1,026            |
| 2015年 | 418              | 871              |
| 2016年 | 374              | 768              |
| 2017年 | 473              | 1,015            |
| 2018年 | 391              | 848              |
| 2019年 | 342              | 803              |
| 2020年 | 183              | 431              |
| 2021年 | 238              | 479              |

## 駅周辺
- 出雲大社
- 竹野屋旅館（1877年創業の老舗旅館で、竹内まりやの実家[19][20]）
- 島根県立古代出雲歴史博物館
- 大社文化プレイス（うらら館・大社図書館）
- 出雲市役所大社行政センター
- 旧大社線 大社駅[6]
- 出雲市立大社中学校
- 出雲市立大社小学校
- 島根県道161号斐川出雲大社線

## 隣の駅
一畑電車
■大社線
■急行（松江しんじ湖温泉発着列車）
川跡駅（5）- 出雲大社前駅（26）
■急行（川跡・雲州平田発着列車）・■普通
浜山公園北口駅（25）- 出雲大社前駅（26）